# Sân vận động Anton Malatinský
Sân vận động Anton Malatinský (tiếng Slovak: Štadión Antona Malatinského) là một sân vận động bóng đá nằm ở Trnava, Slovakia, là sân nhà của câu lạc bộ bóng đá địa phương Spartak Trnava. Sân vận động đã được cải tạo hoàn toàn vào năm 2013–2015 và có sức chứa là 19.200 chỗ ngồi, khiến sân trở thành sân vận động bóng đá lớn thứ hai ở Slovakia.

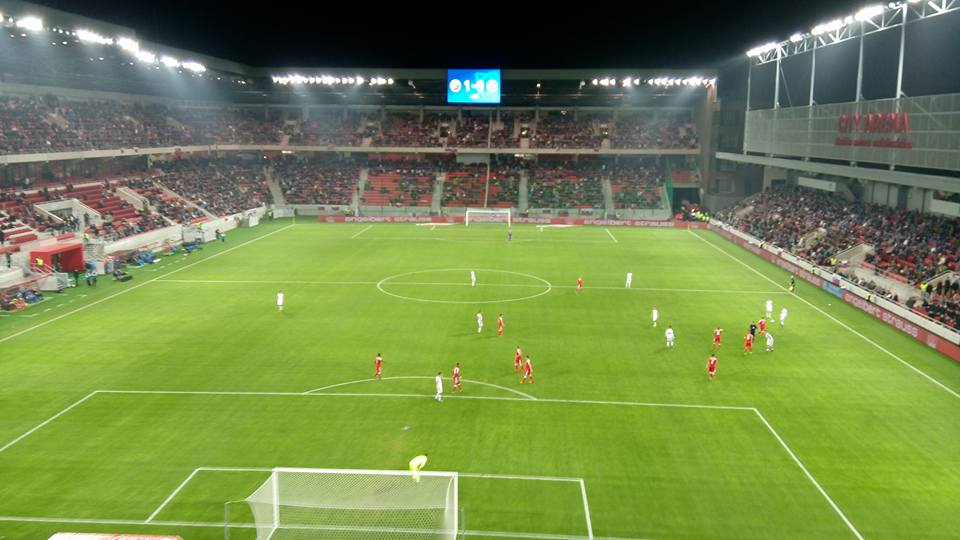
Sân vận động Anton Malatinský vào năm 2015

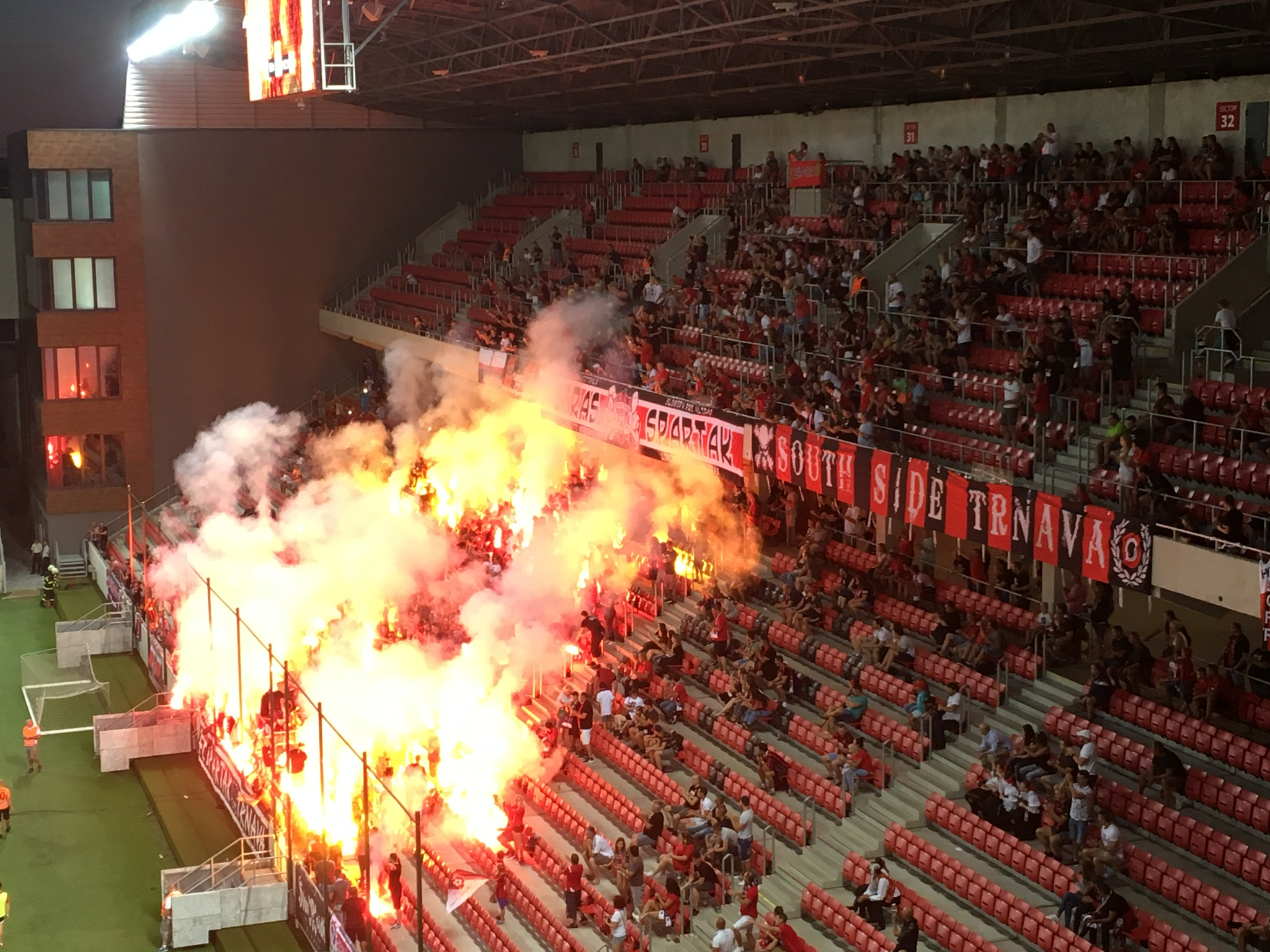
Ultras Spartak Trnava tại sân vận động năm 2018

Vào ngày 14 tháng 1 năm 1998, sân vận động được đặt tên để vinh danh cựu cầu thủ và quản lý bóng đá Anton Malatinský, người đã qua đời vào năm 1992.

## Tái thiết 2013–2015
Sân vận động đã trải qua một đợt tái thiết phức tạp vào năm 2013–2015. Dự án không chỉ bao gồm việc tái thiết hoàn toàn sân vận động mà còn xây dựng trung tâm mua sắm liền kề mang tên City Arena. Toàn bộ chi phí xây dựng của dự án là 79 triệu euro, trong đó 28 triệu euro là chi phí tái thiết sân vận động. Chính phủ Slovakia đã cung cấp 13 triệu euro chi phí.
Spartak Trnava chính thức công bố ý định vào ngày 25 tháng 11 năm 2011, và sau đó công việc chuẩn bị bắt đầu ngay lập tức. Ba trong số bốn khán đài (bao gồm cả đèn pha cũ) đã bị phá bỏ hoàn toàn từ tháng 4 đến tháng 8 năm 2013. Giấy phép xây dựng được cấp vào tháng 8 năm 2013 và viên đá đầu tiên của sân vận động được đặt vào tháng 9 năm 2013. Spartak Trnava tiếp tục chơi tại sân vận động ngay cả trong quá trình tái thiết, với chỉ có khán đài phía Tây phục vụ. Vào tháng 5 năm 2015, khán đài cuối cùng trong bốn khán đài đã bị phá bỏ và sau đó được xây dựng lại.
Lễ khai trương sân vận động mới diễn ra vào ngày 22 tháng 8 năm 2015. Trong trận mở màn, Spartak Trnava đã để thua câu lạc bộ Brasil Atlético Paranaense với tỷ số 0–2.

## Các trận đấu quan trọng (sau khi tái thiết)
| Trận đấu                                | Đội nhà           | Kết quả | Đối thủ             | Ngày                 | Giải đấu          | Khán giả |
| --------------------------------------- | ----------------- | ------- | ------------------- | -------------------- | ----------------- | -------- |
| Trận đấu đầu tiên                       | Spartak Trnava    | 0–2     | Atlético Paranaense | 22 tháng 8 năm 2015  | Trận đấu giao hữu | 16.500   |
| Trận đấu Giải bóng đá Slovakia đầu tiên | Spartak Trnava    | 2–0     | MŠK Žilina          | 30 tháng 8 năm 2015  | 2015-16           | 13.340   |
| Trận đấu quốc tế đầu tiên               | Slovakia          | 3–2     | Thụy Sĩ             | 13 tháng 11 năm 2015 | Trận đấu giao hữu | 17.582   |
| Trận đấu Cúp bóng đá Slovakia đầu tiên  | Slovan Bratislava | 1–3     | Trenčín             | 29 tháng 4 năm 2016  | Chung kết 2015-16 | 8.574    |
| Trận đấu Europa League đầu tiên         | Spartak Trnava    | 3–0     | Hibernians F.C.     | 30 tháng 6 năm 2016  | 2016-17           | 0        |
| Trận đấu Champions League đầu tiên      | Spartak Trnava    | 1–0     | Zrinjski Mostar     | 11 tháng 7 năm 2018  | 2018-19           | 0        |

## Các trận đấu quốc tế
Sân vận động Anton Malatinský đã tổ chức 30 trận đấu của đội tuyển bóng đá quốc gia Slovakia (14 trận giao hữu và 16 trận trong giải đấu).
| 24 tháng 4 năm 1996 Giao hữu quốc tế | Slovakia | 0–0 | Bulgaria | Trnava, Slovakia                                                                                      |  |
| Trận 19                              |          |     |          | Sân vận động: Sân vận động Antona Malatinského Lượng khán giả: 11.000 Trọng tài: István Vad (Hungary) |  |

| 19 tháng 4 năm 1997 Giao hữu quốc tế | Slovakia                                                                         | 3–1 | Iceland              | Trnava, Slovakia                                                                                |  |
| Trận 30                              | Július Šimon 36' (ph.đ.), 85' (ph.đ.) · Jaroslav Timko 54' · Vladimír Kinder 57' |     | Helgi Sigurðsson 26' | Sân vận động: Sân vận động Antona Malatinského Lượng khán giả: 3.403 Trọng tài: Igor Yarmenchuk |  |

| 28 tháng 3 năm 2001 Vòng loại World Cup 2002 | Slovakia                                      | 3–1 | Azerbaijan                                     | Trnava, Slovakia                                                                                                 |  |
| 17:00 Trận 81                                | Szilárd Németh 1', 10' · Ľubomír Meszároš 57' |     | Vadim Vasilyev 3' (ph.đ.) · Emin Agaev 53' 78' | Sân vận động: Sân vận động Antona Malatinského Lượng khán giả: 10.000 Trọng tài: Costas Kapitanis (Cộng hòa Síp) |  |

| 20 tháng 11 năm 2002 Giao hữu quốc tế | Slovakia                    | 1–1 | Ukraina                    | Trnava, Slovakia                                                                                          |  |
| Trận 98                               | Miroslav Karhan 64' (ph.đ.) |     | Oleksandr Melashchenko 84' | Sân vận động: Sân vận động Antona Malatinského Lượng khán giả: 2.859 Trọng tài: Zbigniew Marczyk (Ba Lan) |  |

| 2 tháng 4 năm 2003 Vòng loại Euro 2004 | Slovakia                                                            | 4–0 | Liechtenstein | Trnava, Slovakia |  |
| 19:00 Trận 102                         | Ľubomír Reiter 19' · Szilárd Németh 50', 64' · Vladimír Janočko 89' |     |               | Sân vận động: Sân vận động Antona Malatinského Lượng khán giả: Sau cánh cửa đóng kín Trọng tài: Darko Ceferin (Slovenia) |  |

| 17 tháng 11 năm 2004 Giao hữu quốc tế | Slovakia | 0–0 | Slovenia | Trnava, Slovakia                                                                                       |  |
| Trận 118                              |          |     |          | Sân vận động: Sân vận động Antona Malatinského Lượng khán giả: 5.482 Trọng tài: Tommy Skjerven (Na Uy) |  |

| 20 tháng 5 năm 2006 Giao hữu quốc tế | Slovakia          | 1–1 | Bỉ                 | Trnava, Slovakia                                                                                        |  |
| 20:00 Trận 134                       | Filip Hološko 65' |     | Karel Geraerts 77' | Sân vận động: Sân vận động Antona Malatinského Lượng khán giả: 3.000 Trọng tài: Viktor Kassai (Hungary) |  |

| 22 tháng 8 năm 2007 Giao hữu quốc tế | Slovakia | 0–1 | Pháp              | Trnava, Slovakia                                                                                   |  |
| 21:00 Trận 146                       |          |     | Thierry Henry 38' | Sân vận động: Sân vận động Antona Malatinského Lượng khán giả: 13.164 Trọng tài: Igor Egorov (Nga) |  |

| 12 tháng 9 năm 2007 Vòng loại Euro 2008 | Slovakia              | 2–5 | Wales                                                                                   | Trnava, Slovakia                                                                                       |  |
| 18:30 Trận 148                          | Marek Mintál 12', 57' |     | Freddy Eastwood 22' · Craig Bellamy 34', 41' · Ján Ďurica 78' (l.n.) · Simon Davies 90' | Sân vận động: Sân vận động Antona Malatinského Lượng khán giả: 5.486 Trọng tài: Laurent Duhamel (Pháp) |  |

| 29 tháng 3 năm 2011 Giao hữu quốc tế | Slovakia          | 1–2 | Đan Mạch                                          | Trnava, Slovakia                                                                                              |  |
| 20:15 Trận 190                       | Filip Hološko 32' |     | Kornel Saláta 3' (l.n.) · Michael Krohn-Dehli 72' | Sân vận động: Sân vận động Antona Malatinského Lượng khán giả: 4.927 Trọng tài: David Fernández (Tây Ban Nha) |  |

| 13 tháng 11 năm 2015 Giao hữu quốc tế | Slovakia                               | 3–2 | Thụy Sĩ                             | Trnava, Slovakia                                                                                                 |  |
| 20:45 Trận 233                        | Michal Ďuriš 39', 48' · Róbert Mak 55' |     | Eren Derdiyok 63' · Josip Drmić 67' | Sân vận động: Sân vận động Antona Malatinského Lượng khán giả: 17.582 Trọng tài: Miroslav Zelinka (Cộng hòa Séc) |  |

| 25 tháng 3 năm 2016 Giao hữu quốc tế | Slovakia | 0–0 | Latvia | Trnava, Slovakia                                                                                     |  |
| 20:30 Trận 235                       |          |     |        | Sân vận động: Sân vận động Antona Malatinského Lượng khán giả: 12.405 Trọng tài: Harald Lechner (Áo) |  |

| 4 tháng 6 năm 2016 Giao hữu quốc tế | Slovakia | 0–0 | Bắc Ireland | Trnava, Slovakia                                                                                         |  |
| 20:45 Trận 239                      |          |     |             | Sân vận động: Sân vận động Antona Malatinského Lượng khán giả: 18.111 Trọng tài: Radu Petrescu (România) |  |

| 4 tháng 9 năm 2016 Vòng loại World Cup 2018 | Slovakia | 0–1 | Anh           | Trnava, Slovakia                                                                                        |  |
| 18:00 Trận 244                              |          |     | Lallana 90+5' | Sân vận động: Sân vận động Antona Malatinského Lượng khán giả: 18.111 Trọng tài: Milorad Mažić (Serbia) |  |

| 11 tháng 10 năm 2016 Vòng loại World Cup 2018 | Slovakia                             | 3–0 | Scotland | Trnava, Slovakia                                                                                                  |  |
| 20:45 Trận 246                                | Róbert Mak 18', 56' · Adam Nemec 68' |     |          | Sân vận động: Sân vận động Antona Malatinského Lượng khán giả: 11.097 Trọng tài: Martin Strömbergsson (Thụy Điển) |  |

| 11 tháng 11 năm 2016 Vòng loại World Cup 2018 | Slovakia                                                                | 4–0 | Litva | Trnava, Slovakia                                                                                            |  |
| 20:45 Trận 247                                | Adam Nemec 12' · Juraj Kucka 15' · Martin Škrtel 36' · Marek Hamšík 86' |     |       | Sân vận động: Sân vận động Antona Malatinského Lượng khán giả: 9.653 Trọng tài: Tasos Sidiropoulos (Hy Lạp) |  |

| 1 tháng 9 năm 2017 Vòng loại World Cup 2018 | Slovakia  | 1–0                         | Slovenia | Trnava, Slovakia                                                                                                   |  |
| 20:45 (20:45 UTC+2)                         | Nemec 81' | Report (FIFA) Report (UEFA) |          | Sân vận động: Sân vận động Antona Malatinského Lượng khán giả: 16.896 Trọng tài: Antonio Mateu Lahoz (Tây Ban Nha) |  |

| 8 tháng 10 năm 2017 Vòng loại World Cup 2018 | Slovakia                              | 3–0 | Malta | Trnava, Slovakia                                                                                     |  |
| 18:00                                        | Adam Nemec 33', 62' · Ondrej Duda 69' |     |       | Sân vận động: Sân vận động Antona Malatinského Lượng khán giả: 17.774 Trọng tài: Paolo Mazzoleni (Ý) |  |

| 14 tháng 11 năm 2017 Giao hữu quốc tế | Slovakia                | 1–0      | Na Uy | Trnava, Slovakia                                                                                      |  |
| 18:00                                 | Stanislav Lobotka 90+3' | Chi tiết |       | Sân vận động: Sân vận động Antona Malatinského Lượng khán giả: 6.415 Trọng tài: Ádám Farkas (Hungary) |  |

| 31 tháng 5 năm 2018 Giao hữu quốc tế | Slovakia      | 1–1      | Hà Lan            | Trnava, Slovakia                                                                                             |  |
| 20:45                                | Adam Nemec 8' | Chi tiết | Quincy Promes 59' | Sân vận động: Sân vận động Antona Malatinského Lượng khán giả: 15.432 Trọng tài: Bartosz Frankowski (Ba Lan) |  |

| 5 tháng 9 năm 2018 Giao hữu quốc tế | Slovakia                                 | 3–0      | Đan Mạch | Trnava, Slovakia                                                                                       |  |
| 20:45                               | Nemec 11' · Rusnák 37' · Fogt 79' (l.n.) | Chi tiết |          | Sân vận động: Sân vận động Antona Malatinského Lượng khán giả: 6.432 Trọng tài: Julian Weinberger (Áo) |  |

| 13 tháng 10 năm 2018 UEFA Nations League 2018-19 | Slovakia   | 1–2      | Cộng hòa Séc              | Trnava, Slovakia                                                                                          |  |
| 15:00                                            | Hamšík 62' | Chi tiết | Krmenčík 52' · Schick 76' | Sân vận động: Sân vận động Antona Malatinského Lượng khán giả: 17.251 Trọng tài: Slavko Vinčić (Slovenia) |  |

| 16 tháng 11 năm 2018 UEFA Nations League 2018-19 | Slovakia                                     | 4–1      | Ukraina         | Trnava, Slovakia                                                                                              |  |
| 20:45                                            | Rusnák 6' · Kucka 26' · Zreľák 52' · Mak 61' | Chi tiết | Konoplyanka 47' | Sân vận động: Sân vận động Antona Malatinského Lượng khán giả: 9.764 Trọng tài: Nikola Dabanović (Montenegro) |  |

| 21 tháng 3 năm 2019 Vòng loại Euro 2020 | Slovakia                            | 2–0      | Hungary | Trnava, Slovakia                                                                                            |  |
| 20:45                                   | Ondrej Duda 42' · Albert Rusnák 85' | Chi tiết |         | Sân vận động: Sân vận động Antona Malatinského Lượng khán giả: 14.235 Trọng tài: Vladislav Bezborodov (Nga) |  |

| 7 tháng 6 năm 2019 Giao hữu quốc tế | Slovakia                                                                                                 | 5–1      | Jordan              | Trnava, Slovakia                                                                                       |  |
| 20:30                               | Lukáš Haraslín 50' · Martin Chrien 55' · Ján Greguš 71' (ph.đ.) · Samuel Mráz 74' · Jaroslav Mihalík 84' | Chi tiết | Musa Al-Taamari 39' | Sân vận động: Sân vận động Antona Malatinského Lượng khán giả: 3.454 Trọng tài: Tomasz Musial (Ba Lan) |  |

| 6 tháng 9 năm 2019 Vòng loại Euro 2020 | Slovakia | 0–4      | Croatia                                                                      | Trnava, Slovakia                                                                                   |  |
| 20:45                                  |          | Chi tiết | Nikola Vlašić 45' · Ivan Perišić 47' · Bruno Petković 72' · Dejan Lovren 89' | Sân vận động: Sân vận động Antona Malatinského Lượng khán giả: 18.098 Trọng tài: Felix Brych (Đức) |  |

| 10 tháng 10 năm 2019 Vòng loại Euro 2020 | Slovakia        | 1–1      | Wales             | Trnava, Slovakia |  |
| 20:45                                    | Juraj Kucka 53' | Chi tiết | Kieffer Moore 25' | Sân vận động: Sân vận động Antona Malatinského Lượng khán giả: 18.071 Trọng tài: Carlos del Cerro Grande (Tây Ban Nha) |  |

| 19 tháng 11 năm 2019 Vòng loại Euro 2020 | Slovakia                              | 2–0      | Azerbaijan | Trnava, Slovakia                                                                                       |  |
| 20:45                                    | Róbert Boženík 19' · Marek Hamšík 86' | Chi tiết |            | Sân vận động: Sân vận động Antona Malatinského Lượng khán giả: 7.825 Trọng tài: Serhiy Boyko (Ukraina) |  |

| 14 tháng 10 năm 2020 UEFA Nations League 2020-21 | Slovakia             | 2–3      | Israel               | Trnava, Slovakia |  |
| 20:45                                            | Hamšík 16' · Mak 38' | Chi tiết | Zahavi 68', 76', 89' | Sân vận động: Sân vận động Antona Malatinského Lượng khán giả: Sau cánh cửa đóng kín Trọng tài: Alejandro Hernández Hernández (Tây Ban Nha) |  |

| 15 tháng 11 năm 2020 UEFA Nations League 2020-21 | Slovakia   | 1–0      | Scotland | Trnava, Slovakia |  |
| 15:00                                            | Greguš 32' | Chi tiết |          | Sân vận động: Sân vận động Antona Malatinského Lượng khán giả: Sau cánh cửa đóng kín Trọng tài: István Kovács (România) |  |

| 27 tháng 3 năm 2021 Vòng loại World Cup 2022 | Slovakia                   | 2–2                             | Malta                      | Trnava, Slovakia                                                                                |  |
| 20:45                                        | Strelec 49' · Škriniar 53' | Chi tiết (FIFA) Chi tiết (UEFA) | Gambin 16' · Satariano 20' | Sân vận động: Sân vận động Antona Malatinského Lượng khán giả: 0 Trọng tài: Harald Lechner (Áo) |  |

| 30 tháng 3 năm 2021 Vòng loại World Cup 2022 | Slovakia               | 2–1                             | Nga           | Trnava, Slovakia                                                                                                  |  |
| 20:45                                        | Škriniar 38' · Mak 74' | Chi tiết (FIFA) Chi tiết (UEFA) | Fernandes 71' | Sân vận động: Sân vận động Antona Malatinského Lượng khán giả: 0 Trọng tài: Carlos del Cerro Grande (Tây Ban Nha) |  |

| 11 tháng 11 năm 2021 Vòng loại World Cup 2022 | Slovakia                                    | 2–2      | Slovenia                        | Trnava, Slovakia                                                                                              |  |
| 20:45                                         | Ondrej Duda 58' (ph.đ.) · David Strelec 74' | Chi tiết | 18' Miha Zajc · 62' Miha Mevlja | Sân vận động: Sân vận động Antona Malatinského Lượng khán giả: 2.726 Trọng tài: Mattias Gestranius (Phần Lan) |  |